# Campeonato Mundial de Patinação Artística no Gelo de 1971
O Campeonato Mundial de Patinação Artística no Gelo de 1971 foi a sexagésima primeira edição do Campeonato Mundial de Patinação Artística no Gelo, um evento anual de patinação artística no gelo organizado pela União Internacional de Patinação (em inglês:  International Skating Union) onde os patinadores artísticos competem pelo título de campeão mundial. A competição foi disputada entre os dias 23 de fevereiro e 28 de fevereiro, na cidade de Lyon, França.

## Eventos
- Individual masculino
- Individual feminino
- Duplas
- Dança no gelo

## Medalhistas
| Evento                        | Ouro                                                      | Prata                                                 | Bronze                                           |
| Individual masculino detalhes | Ondrej Nepela · Tchecoslováquia                           | Patrick Péra · França                                 | Sergei Chetverukhin · União Soviética            |
| Individual feminino detalhes  | Beatrix Schuba · Áustria                                  | Julie Lynn Holmes · Estados Unidos                    | Karen Magnussen · Canadá                         |
| Duplas detalhes               | Irina Rodnina · Alexei Ulanov · União Soviética           | Liudmila Smirnova · Andrei Suraikin · União Soviética | JoJo Starbuck · Kenneth Shelley · Estados Unidos |
| Dança no gelo detalhes        | Liudmila Pakhomova · Alexander Gorshkov · União Soviética | Angelika Buck · Erich Buck · Alemanha Ocidental       | Judy Schwomeyer · James Sladky · Estados Unidos  |

## Resultados

### Individual masculino
| Pos.              | Nome                 | Nacionalidade      | Pontos |
| ----------------- | -------------------- | ------------------ | ------ |
| Medalha de ouro   | Ondrej Nepela        | Tchecoslováquia    | 12     |
| Medalha de prata  | Patrick Péra         | França             | 18     |
| Medalha de bronze | Sergei Chetverukhin  | União Soviética    | 34     |
| 4                 | Jan Hoffmann         | Alemanha Oriental  | 34     |
| 5                 | John Misha Petkevich | Estados Unidos     | 44     |
| 6                 | Haig Oundjian        | Reino Unido        | 58     |
| 7                 | Yuri Ovchinnikov     | União Soviética    | 70     |
| 8                 | Kenneth Shelley      | Estados Unidos     | 66     |
| 9                 | Gordon McKellen Jr.  | Estados Unidos     | 89     |
| 10                | Didier Gailhaguet    | França             | 89     |
| 11                | Toller Cranston      | Canadá             | 90     |
| 12                | Günter Anderl        | Áustria            | 115    |
| 13                | Jacques Mrozek       | França             | 117    |
| 14                | John Curry           | Reino Unido        | 116    |
| 15                | Daniel Höner         | Suíça              | 137    |
| 16                | Josef Zidek          | Tchecoslováquia    | 148    |
| 17                | Zdeněk Pazdírek      | Tchecoslováquia    | 155    |
| 18                | Stefano Bargauan     | Itália             | 157.5  |
| 19                | Klaus Grimmelt       | Alemanha Ocidental | 167.5  |
| 20                | Yutaka Higuchi       | Japão              | 180    |
| 21                | Gheorghe Fazekas     | Romênia            | 186    |

### Individual feminino
| Pos.              | Nome              | Nacionalidade      | Pontos |
| ----------------- | ----------------- | ------------------ | ------ |
| Medalha de ouro   | Beatrix Schuba    | Áustria            | 10     |
| Medalha de prata  | Julie Lynn Holmes | Estados Unidos     | 24.5   |
| Medalha de bronze | Karen Magnussen   | Canadá             | 27     |
| 4                 | Janet Lynn        | Estados Unidos     | 34     |
| 5                 | Rita Trapanese    | Itália             | 47.5   |
| 6                 | Sonja Morgenstern | Alemanha Oriental  | 52     |
| 7                 | Zsuzsa Almássy    | Hungria            | 57     |
| 8                 | Charlotte Walter  | Suíça              | 86     |
| 9                 | Christine Errath  | Alemanha Oriental  | 83     |
| 10                | Suna Murray       | Estados Unidos     | 91     |
| 11                | Elena Alexandrova | União Soviética    | 103    |
| 12                | Patricia Ann Dodd | Reino Unido        | 100    |
| 13                | Kazumi Yamashita  | Japão              | 116    |
| 14                | Ludmila Bezáková  | Tchecoslováquia    | 122    |
| 15                | Jean Scott        | Reino Unido        | 132    |
| 16                | Diane Hall        | Canadá             | 132    |
| 17                | Anita Johansson   | Suécia             | 145    |
| 18                | Judith Bayer      | Alemanha Ocidental | 159    |
| 19                | Ruth Hutchinson   | Canadá             | 168    |
| 20                | Sonja Balun       | Áustria            | 177    |
| 21                | Joëlle Cartaux    | França             | 188    |
| 22                | Cinzia Frosio     | Itália             | 197    |

### Duplas
| Pos.              | Nome                                | Nacionalidade      | Pontos |
| ----------------- | ----------------------------------- | ------------------ | ------ |
| Medalha de ouro   | Irina Rodnina / Alexei Ulanov       | União Soviética    | 11     |
| Medalha de prata  | Liudmila Smirnova / Andrei Suraikin | União Soviética    | 17     |
| Medalha de bronze | JoJo Starbuck / Kenneth Shelley     | Estados Unidos     | 29     |
| 4                 | Manuela Groß / Uwe Kagelmann        | Alemanha Oriental  | 37     |
| 5                 | Almut Lehmann / Herbert Wiesinger   | Alemanha Ocidental | 48     |
| 6                 | Melissa Militano / Mark Militano    | Estados Unidos     | 56     |
| 7                 | Annett Kanzy / Axel Salzmann        | Alemanha Oriental  | 62     |
| 8                 | Galina Karelina / Georgi Proskurin  | União Soviética    | 76     |
| 9                 | Sandra Bezic / Val Bezic            | Canadá             | 180    |
| 10                | Grażyna Osmańska / Adam Brodecki    | Polônia            | 88     |
| 11                | Barbara Brown / Doug Berndt         | Estados Unidos     | 98     |
| 12                | Brunhilde Baßler / Eberhard Rausch  | Alemanha Ocidental | 104    |
| 13                | Linda Connolly / Colin Taylforth    | Reino Unido        | 118    |
| 14                | Florence Cahn / Jean-Roland Racle   | França             | 121    |
| 15                | Kotoe Nagasawa / Hiroshi Nagakubo   | Japão              | 137    |
| 16                | Karin Künzle / Christian Künzle     | Suíça              | 146    |
| 17                | Teresa Skrzek / Piotr Sczypa        | Polônia            | 149    |
| WD                | Evelyne Scharf / Wilhelm Bietak     | Áustria            | —      |

### Dança no gelo
| Pos.              | Nome                                    | Nacionalidade      | Pontos |
| ----------------- | --------------------------------------- | ------------------ | ------ |
| Medalha de ouro   | Liudmila Pakhomova / Alexander Gorshkov | União Soviética    | 16     |
| Medalha de prata  | Angelika Buck / Erich Buck              | Alemanha Ocidental | 21     |
| Medalha de bronze | Judy Schwomeyer / James Sladky          | Estados Unidos     | 20     |
| 4                 | Susan Getty / Roy Bradshaw              | Reino Unido        | 33     |
| 5                 | Tatiana Voitiuk / Viacheslav Zhigalin   | União Soviética    | 47     |
| 6                 | Janet Sawbridge / Jon Lane              | Reino Unido        | 58     |
| 7                 | Hilary Green / Glyn Watts               | Reino Unido        | 71     |
| 8                 | Elena Zharkova / Gennadi Karponosov     | União Soviética    | 71     |
| 9                 | Anne Millier / Harvey Millier III       | Estados Unidos     | 80     |
| 10                | Mary Karen Campbell / Johnny Johns      | Estados Unidos     | 88     |
| 11                | Louise Lind / Barry Soper               | Canadá             | 103    |
| 12                | Diana Skotnická / Martin Skotnický      | Tchecoslováquia    | 109.5  |
| 13                | Anne-Claude Wolfers / Roland Mars       | França             | 113    |
| 14                | Teresa Weyna / Piotr Bojańczyk          | Polônia            | 117.5  |
| 15                | Ilona Berecz / István Sugár             | Hungria            | 134    |
| 16                | Matilde Ciccia / Lamberto Ceserani      | Itália             | 142    |
| 17                | Tatiana Grossen / Alessandro Grossen    | Suíça              | 157    |
| 18                | Astrid Kopp / Axel Kopp                 | Alemanha Ocidental | 158    |
| 19                | Angelika Wiesner / Hans-Jürgen Wiesner  | Alemanha Ocidental | 174    |
| 20                | Brigitte Scheijbal / Kurt Jaschek       | Áustria            | 177    |

## Quadro de medalhas
| Ordem | País               | Medalha de ouro | Medalha de prata | Medalha de bronze |    | Ordem por total |
| ----- | ------------------ | --------------- | ---------------- | ----------------- | -- | --------------- |
| 1     | União Soviética    | 2               | 1                | 1                 | 4  | 1               |
| 2     | Áustria            | 1               |                  |                   | 1  | 3               |
| 2     | Tchecoslováquia    | 1               |                  |                   | 1  | 3               |
| 4     | Estados Unidos     |                 | 1                | 2                 | 3  | 2               |
| 5     | Alemanha Ocidental |                 | 1                |                   | 1  | 3               |
| 5     | França             |                 | 1                |                   | 1  | 3               |
| 7     | Canadá             |                 |                  | 1                 | 1  | 3               |
| TOTAL | TOTAL              | 4               | 4                | 4                 | 12 | —               |